# Triều đại Keira
Triều đại Keira là những người cai trị Vương quốc Hồi giáo Darfur từ thế kỷ XVII cho đến năm 1916. Ban đầu, gia tộc Keira có lẽ là những lãnh đạo cấp vùng ở Vương quốc Tunjur, mà theo lịch sử truyền thống Sulayman được coi là người sáng lập quốc gia Darfur. Chế độ quân chủ bị chấm dứt sau khi Ai Cập chinh phục khu vực vào năm 1874, nhưng đã được tái lập năm 1898 sau sự thất bại của phong trào Mahdi. Triều đại Keira cuối cùng kết thúc vào năm 1916 khi người Anh sáp nhập Darfur vào Sudan.
Tính đến năm 2012, gia đình bao gồm Ali B. Ali-Dinar, cháu trai của vị Sultan cầm quyền cuối cùng.

## Danh sáchSultancủa Darfur
- Daali
- Kuuru
- Tunsam
- Sulayman  (1596-1637)
- Musa (1637-1682)
- Ahmad Bakr (1682-1722)
- Muhammad Dawra (1722-1730)
- Umar Lel (1730-1739)
- Abu'l Qasim (1739-1752)
- Muhammad Tayrab (1752-1786)
- Ishaq ibn Muhammad Tayrab (1786-1787)
- Abd al-Rahman (1786-1803)
- Muhammad al-Fadl (1803-1838)
- Muhammad al-Husayn (1838-1873)
- Ibrahim (1873-1874)
- Ali Dinar (1898-1916)